# 蚌壳木科
蚌殼木科是真双子叶植物金虎尾目下的一个科，共有5属127种。
本科在APG III分類法中屬於大戟科，並在2016年的APG IV分類法中從大戟科中分出。